# Олмстед, Марла
Ма́рла О́лмстед (англ. Marla Olmstead, 2000, Бингемтон, штат Нью-Йорк, США) — художница-абстракционистка, которая в возрасте четырёх лет привлекла внимание международной прессы. Абстрактные произведения искусства, предположительно написанные девочкой, были размером до 1,5 метра и продавались за десятки тысяч долларов США. Газета «The New York Times» назвала её «Пикассо размером в пинту» (англ. «pint-size Picasso»). В телепередаче 2005 года «60 минут по средам», посвящённой девочке, были высказаны предположения, что работы, предположительно созданные Марлой, на самом деле были созданы при активном участии её отца, эта же проблема была рассмотрена в документальном фильме 2007 года «Мой малыш смог бы нарисовать это» (англ. «My Kid Could Paint That»).

## Биография

Марла Олмстед. Океан, 2005

Отец Марлы Марк Олмстед, художник-любитель, — менеджер ночной смены в компании «Frito-Lay». Мать девочки, Лаура Олмстед, работает в стоматологическом кабинете администратором неполный рабочий день. Марк встретил Лору (имя дочери Марла — соединение их имён) на вечеринке, когда ему было 27 лет, а будущей супруге — на два года меньше. Семья Олмстед жила в Бингемтоне, небольшом городке в двух часах езды от Нью-Йорка, с населением около 50 тыс. человек, известном прежде благодаря производству боеприпасов и сигар.
Девочка занялась живописью незадолго до того, как ей исполнилось два года. Отец рассказывал, что произошло это случайно, когда Марла отвлекала его самого от занятия живописью: «Это я пытался рисовать. Я рисовал портрет моей жены и дал ей краски, чтобы она не мешала». О своей роли в творчестве дочери Марк говорил тогда: «Я — её помощник, я передаю ей кисти. Она не ценит, что большинству художников приходится ждать больше времени, чем ей, чтобы завести себе ассистента».
Её отец утверждал, что она рисует обычно три раза в неделю, до трёх часов без перерыва, обычно заканчивает картину за несколько сеансов. Иногда Марла работала над одной картиной в течение нескольких дней. 
Используя яркие акриловые краски, кисти, шпатели, собственные пальцы и даже бутылки с кетчупом, юная художница создавала полотна размером шесть на шесть футов. 
Предельно простые названия картинам (например, «Азиатское солнце», «Динозавр») были даны самой девочкой, они были подписаны «Марла», иногда с обращённым в обратную сторону «r».
Её полотна были впервые представлены публике на импровизированной выставке в местном кафе, которое принадлежало другу семьи, и в четыре года Марла Олмстед получила широкую известность благодаря средствам массовой информации, привлекшим внимание к её картинам. Подруга владельца частной галереи Энтони Брунелли привлекла его внимание к творчеству юной художницы: она купила одну картину девочки и привезла в галерею изящных искусств, которая ему принадлежала (сам Брунелли — художник, фотореалистичные работы которого представлены в Сохо). 
Брунелли стал дилером девочки, с его подачи искусствоведы сравнивали её с Джексоном Поллоком и Василием Кандинским. Родители других начинающих художников взяли в осаду дом Брунелли, требуя внимания и к работам своих детей.
К сентябрю 2004 года было уже продано 24 картин девочки на общую сумму 40 000 долларов, цена на них стремительно росла и достигла 6000 долларов за одну работу (первые котировались не более 250 долларов). Некоторые потенциальные покупатели записывались в очередь ожидающих новые работы. Восторженные статьи о творчестве юной художницы опубликовали «The Telegraph», «The Times» и «The New York Times», ««LA Weekly»».
На открытие первой персональной выставки художницы (2004) приехали более двух тысяч человек — от серьёзных коллекционеров до учителей начальной школы. Оценки её работ были различны, одни художественные критики утверждали, что она вундеркинд, некоторые (например, художник Орацио Салати) настаивали, что девочка просто играет, не отдавая себе отчёта в том, что она делает. Реакция некоторых общественных деятелей была открыто враждебной: «Если бы я не знала, что 4-летний ребёнок сделал это, я бы просто не обратила внимания», — заявила Ивонна М. Люсия, которая отказалась от работы Марлы, представленной на феминистскую выставку «Грубые и смелые женщины» YMCA в Бингемтоне.
К декабрю 2007 года девочка заработала уже 300 000 долларов.

## Проблема фальсификации авторства картин
Сомнения в авторстве девочки возникли в ходе съёмок телепередачи «60 минут по средам» на канале CBS в 2005 году (сезон 3, эпизод 7, фрагмент «Марла», вышел 15 июля 2005 года, продолжительность — 60 минут). Психолог Эллен Уиннер заявила, что маленький ребёнок не может создавать абстрактные картины, и привела в пример Пабло Пикассо, который в юном возрасте создавал исключительно фигуративные картины. Уиннер отметила, что юная художница практически не отвечает на вопросы о своих картинах, а на открытии своей выставки она с трудом даже узнала их. Никто не видел процесса создания картины от начала до конца, родителями были представлены только небольшие фрагменты видеозаписи, которые не показывали ни воодушевления, ни творческого волнения ребёнка во время работы над полотном.
По настойчивому требованию CBS родители сняли на 5-часовую видеокассету процесс работы девочки над картиной. «Я не увидела доказательства того, что она является вундеркиндом в живописи. Я видела нормальную, милую детскую живопись, подобную той, которую рисовали дошкольники, за исключением лишь того, что у неё был наставник, который направлял её работу», — сделала вывод Уиннер после просмотра. Отец присутствовал, когда Марла рисовала. Его голос можно было услышать на ленте, он приказывал ей, а иногда и весьма грубым голосом: «Красная краска! Рисуй красной краской! Ты сводишь меня с ума!». 
Уиннер также посчитала, что картина художницы, снятая на видео, менее совершенна, чем некоторые предыдущие работы Марлы. «Они выглядят как созданные совсем другим художником», — говорит Уиннер. Два других специалиста в области детского творчества поддержали Уиннер.
Чтобы опровергнуть скептиков, супруги Олмстед продемонстрировали общественности снятое ими другое видео, запечатлевшее создание Марлой картины «Океан» («Океаны», 2005). На нём ребёнок наносит краски кистью, разбрызгивает их, самостоятельно выбирает цвета, выдавливает краску из тюбика на полотно, использует шпатели. Двадцать минут этого видео демонстрировались посетителям персональной выставки девочки в 2006 году.
Писатель Дэвид Сент-Лоренс, специализирующийся на загадочных и скандальных сюжетах, которому в надежде на поддержку родители прислали видеозапись работы девочки над этой картиной («Океан»), так описывал свои впечатления:

Марла не рисует в полной тишине. Она опускается на колени на листе среди груды кистей и тюбиков с краской и прокладывает себе путь вокруг холста, уверенно подбирая цвета. Шерил Кроу поёт в фоновом режиме, а Зейн [брат Марлы] танцует и паясничает на камеру… Она останавливается, берёт другую кисть, смешивает цвета и превращает исходный узор во что-то совершенно другое. Иногда она спрашивает её мать, какие цвета будут смешиваться, чтобы создать нужный цвет. Это произошло дважды, когда она смешала краски на холсте и не получила эффекта, которого ожидала… Она, похоже, не уставала, хотя рисовала в одном положении минут двадцать или более. Она была очень уверена в том, что делала большую часть времени. Иногда она говорила: „Я закончила“, это означало, что она собирается работать над какой-то другой частью холста. Она также упоминала ошибки… Однажды она сказала: „Это была ошибка. Я не собиралась писать эту часть“. Когда она завершила, у неё не было сомнений, что всё закончено. Она нанесла краску на поверхность холста в углу, положила кисть и сказала: „Готово“. Так оно и было. Я смотрел, как это делается, и до сих пор не понимаю, как она дошла до финального эффекта. Когда камера отстранилась, чтобы показать завершённую картину, целое было больше, чем просто сумма частей.— Дэвид Сент-Лоренс. Марла Олмстед за работой
Кинорежиссёр Амир Бар-Левв 2007 году снял документальный фильм «Мой малыш смог бы нарисовать это», посвящённый Марле. Девочка к этому времени всё ещё жила со своей матерью, отцом и младшим братом Зейном в Бингемтоне, продолжала писать картины, которые отец продавал через персональный сайт; наиболее высокие цены продаж в то время достигали 35—40 тыс. долларов. 
В работах усиливалась реалистическая направленность. Фильм был представлен на кинофестивалях в Санденсе, в Мельбурне и Лос-Анджелесе, в Бергене, Варшаве, в Лондоне, на других фестивалях, был выдвинут на соискание профессиональных кинематографических наград.
В процессе съёмок попытка разобраться в проблеме авторства картин перешла в анализ нравов современной Америки. По словам родителей, весь процесс съёмок девочки в 2005 году для CBS был «100-процентным стрессом». В том году семья согласилась, чтобы Марлу снимали скрытой камерой в подвале в течение месяца. «Было много давления на работу [девочки над картиной], — вспоминает в фильме Марк о картине „Цветы“ Марлы, — мы получали по два телефонных звонка в день, а иногда и больше, с вопросами, рисовала ли Марла, насколько продвинулась работа и когда можно ожидать, что она закончит картину». Демонстрация же самой телепередачи привела к всплеску враждебности в адрес семьи Олмстед, которая стала получать прямые оскорбления и угрозы. 
Так, Стюарт Симпсон, бизнесмен и коллекционер произведений искусства, приобрёл до телепередачи три работы (а по другим данным — четыре) девочки для открытия своей галереи «Stu-Art» в Лос-Анджелесе в марте 2005 года (одна из них занимала почётное место рядом со скульптурой Пьера Огюста Ренуара). Продажи картин Марлы после передачи резко сократились, Симпсон закрыл свою галерею год спустя, потеряв около 400 000 долларов.
Брунелли расстался с Олмстедами в 2005 году. Фильм Амира Бен-Лева, с которым Олмстеды активно сотрудничали, надеясь на реабилитацию девочки и её картин, разочаровал семью. Супруги отказались присутствовать на премьере фильма и выступили с осуждающим его концепцию заявлением.

## Личность художницы
По словам матери Марлы: «она — очень неуверенный в себе человек, она не страдает, но она очень застенчива. Живопись и рисование — это две сферы, где она внезапно становится энергичной». Родители отмечают способность дочери сосредоточиться на работе художника: «Это то, что она любит, поэтому она много занимается этим». Лаура говорит, что у Марлы в повседневной жизни также присутствует некое странное чувство цвета. «Цвета важны для неё, даже в её одежде и постельных принадлежностях, ей нравится размещать определённые цвета рядом друг с другом».
Сейчас сама девочка утверждает, что не считает себя вундеркиндом и практически ничего не помнит о событиях 2004—2005 годов. Она продолжает заниматься живописью, но больше увлекается музыкой и футболом. Она играет в школьном оркестре, оркестре округа Брум, а также в молодёжном симфоническом оркестре Бингемтона, куда была принята после успешного прослушивания. Активные занятия футболом были прерваны тяжёлой травмой — вывихом колена и разрывом связки, это вывело её из строя на целый сезон.
В сравнении со сверстниками Марла не отличается активностью в социальных сетях. За 2014—2015 годы она закончила всего восемь—десять картин и берёт уроки у Алиши Сиклер-Брунелли, невестки Энтони Брунелли, работает в более реалистичном стиле, чем это было в раннем детстве. Семья получает от шести до восьми заявок в год на приобретение картин Марлы и может продать некоторые её картины за приличные деньги, но родители Марлы отвечают отказом, желая оставить девочку в стороне от внимания прессы. 
Последнее её выступление на публике в качестве художницы относится к 2013 году, когда она выступила на конференции «Перекрёсток», организованной корпорацией Google, в частности она сказала, что закончила реалистичный портрет своего брата, которым очень гордится.